# Dekanat Kraków-Mogiła
Dekanat Kraków – Mogiła – jeden z 45 dekanatów w rzymskokatolickiej archidiecezji krakowskiej.

## Parafie
W skład dekanatu wchodzi 6 parafii:
- parafia MB Częstochowskiej – Kraków Nowa Huta (Szklane Domy)
- parafia św. Bartłomieja – Kraków Nowa Huta (Mogiła)
- parafia św. Judy Tadeusza Apostoła – Kraków Czyżyny (Czyżyny)
- parafia św. Maksymiliana Kolbego – Kraków Mistrzejowice (os. Tysiąclecia)
- parafia św. Wincentego – Kraków Nowa Huta (Pleszów)
- parafia św. Brata Alberta Chmielowskiego – Kraków Czyżyny (os. Dywizjonu 303)

## Sąsiednie dekanaty
Kraków–Bieńczyce, Kraków–Kazimierz, Kraków–Podgórze, Kraków–Prądnik, Kraków–Prokocim, Niepołomice.